# 虚 (BLEACH)
- BLEACH > 虚 (BLEACH)
- BLEACH > BLEACHの登場人物 > 虚 (BLEACH)

虚（ホロウ）は、漫画『BLEACH』に登場する悪霊の総称である。本稿ではその概要とこれに該当する登場人物について記述する。

## 概要
現世を荒らす悪しき霊体。その正体は何らかの理由で堕ちた人間の魂。
人間の魂魄が主食で、生きた人間を襲っては死に至らしめる。死神によって魂葬されなかった魂は、通常外部からの影響がない限り、数ヶ月、数年の時を経て胸に孔が開き霊子が霧散し再構成後、虚（ホロウ）となる。半虚（デミホロウ）のように胸に開きかけた孔がある場合、無理やりこじ開けることで強制的に虚にすることができる。記憶や知能は残り、他者との会話も出来るが、心は失っているため捕食や戦闘と言う目的のためにのみ頭脳を駆使している事がほとんどだが、稀に自我を持つ者もいる。中には他の個体を統率して群れを成したり、死神に対して心理戦を仕掛けて来たりなど、かなり狡猾な個体も存在する。
虚圏と現世を自由に行き来できる神出鬼没の存在であり、個体によって様々な能力を有している場合が多い。
虚はある例外を除いて白い骸骨のような仮面を付けている。仮面は心を失った本能を隠すためと言われており、中央霊術院では顔面が弱点であると教育されている。銀城によれば、死神に救われなかった苦しみから心を無くし、それによって胸の孔が開き、失くした心は仮面や固有の能力に変化するという。
虚は生まれ出た最初の行動として生前に想っていた人（親族や恋人等）を襲う習性があり、他の魂魄を襲うようになった虚はすでにそれが済んだ証拠といわれている。虚が親族や恋人を襲う理由としては、虚化した際に心を失った為と考えられ、心を補うため心を欲するようになり魂魄を襲うとされる。
原作では一体と思わせ二体いるものが居たり、アニメでは人間の虚だけでなく犬などの動物の虚も登場し、2体の魂が1体の虚になっているものも登場した。また虚圏ではトカゲのような虚も存在しており、人間サイズの虚でなければ虚圏にある霊子のみで生きていくぶんには事足りるようである。
死神の斬魄刀で斬られると虚になってからの罪が浄化されて尸魂界に送られるが、生前に大罪を犯した個体は地獄に引き渡される。

### 魂喰いの特性
前述通り、虚は自身の心を補う為に魂魄を欲するが、その欲が極めて強い虚は整（プラス）ではなく虚の魂魄を欲するようになり、共食いを行う。
そうして、幾百の虚が共食いを繰り返し、最終的に生き残った個体は、強大な一体の虚「大虚（メノスグランデ）」へと姿を変える。

## 用語
BLEACH、破面の項目でも述べているが、この虚で使われている用語にも、スペイン語、それに類似した表現が使われている。例を挙げると、以下のようになる。
- 虚圏（ウェコムンド／Hueco Mundo）：空虚の世界
- 大虚（メノスグランデ／Menos Grande）：偉大なる虚（意訳。また、英語での「Grand Minus」と同義）
- 反膜（ネガシオン／Negación）：否定

巨大虚（ヒュージ・ホロウ）
書いて字のごとく、大型サイズの虚。真央霊術院に在籍時代の檜佐木修兵と阿散井恋次と吉良イヅルと雛森桃を現世で襲撃した虚で、霊圧を消す能力で檜佐木たちを奇襲して、檜佐木の顔に傷を残した。後に、檜佐木たちを襲撃した個体は、虚の死神化の研究の過程で藍染惣右介が作り出した個体だと判明する。
大虚（メノスグランデ）
幾百の虚が互いを喰らい続け生まれた、強大な力を持つ虚で、通称メノス。
大型のギリアン級、中型のアジューカス級、小型のヴァストローデ級という3階級が存在し、大きさが小型になればなるほど反比例して強くなる。
なお、現世に現れる頻度は通常の虚に比べると低いようだが、大虚（特にアジューカス級以降）が人間の捕食より同族との生存競争及びそれに伴う捕食・成長を重視する生態を持つゆえと考えられる。
最下級大虚（ギリアン）
虚が互いに喰らい合って一体となり生まれ、数も多く全て頭から黒い布状のものをかぶり、鼻の部分がとがった仮面をつけている。尸魂界で、教本などに載せられている。アーロニーロやシャウロンたちが該当する。
例外的な個体を除けば、大虚の中では一番大きい。明確な自我を持たず知能は獣並みで、巨大虚よりさらに大きく動きが緩慢。そのため、隊長格なら倒すのにそう問題はないとされる（とはいえ、普通の死神が単独で倒せる虚ではない）。
ギリアンが生まれる過程の共食いの中に、特に強い力や自我を持つ虚（巨大虚等）がいた場合、そのギリアンは通常とは異なる仮面を持ち、他のギリアンと共食いを続けることで進化する。
中級大虚（アジューカス）
共食いを続けた結果、違う仮面を持ったギリアンが進化したもの。グリムジョーやアパッチたちが該当する。
この段階から、多彩な変異性を見せ始める。容姿は個体ごとに異なっており、ギリアンよりやや小さく数も少ない。知能が高く、戦闘能力はギリアンの数倍で、ギリアンをまとめる存在でもある。
霊力と自我を保ち続ける為には、他のアジューカスを喰らい続ける必要があり、僅かな一部はヴァストローデに進化出来るが、進化できないアジューカスは他のアジューカスを喰らうのを怠るとギリアンへと退化、やがて自我と知性を失い、虚に戻る。また、体の一部を喰われるだけでも進化が止まり、現状維持するか退化するかどちらかになる。さらに、一部の僅かなアジューカス以外は捕食を続けても魂の限界強度ゆえか、途中で進化が止まってしまう。その為、群れることも出来ず、血で血を洗う状態になる模様。
アニメ132話で、初めてこのタイプの大虚が登場した。巨大虚より頭身が高く洗練された姿をしており、中には装飾品を身に付けていたり、動物型や、植物に似た姿をしたものもいる。
最上級大虚（ヴァストローデ）
一部の僅かなアジューカスが、共食いの果に進化したもの。スタークやバラガンやハリベルが該当する。
身体的特徴が人間に近くなり、その影響で霊圧密度が人間大の体躯へと収まる為、大虚として最高峰の力を持つ。
アジューカスから成長するものが僅か一部である為に、極めて数が少なく、虚圏全域で数体しかいないと見られている。
戦闘能力は護廷十三隊の隊長格すら凌駕するとされ、日番谷曰く「もしヴァストローデが10体を超えれば、尸魂界は終わりだ」とのこと。
虚閃（セロ）
大虚の放つ、霊圧の集中された破壊の閃光。
基本的に赤い色をしているが、破面など色が違うものも存在する。
虚食反応（プレデイション）
大虚に類する虚が他の虚を捕食する現象。
ギリアンの場合、舌で複数の虚を刺し貫いて一度に沢山捕食する。
反膜（ネガシオン）
大虚が同族の虚を助ける時に放つ光柱。
対象が光に包まれたが最後、光の内と外は干渉不可能な完全に隔絶された世界となり、触ることすらかなわない。
超速再生（ちょうそくさいせい）
攻撃されて損傷した部分を即時に回復する能力。
虚の持つ能力だが、破面になると強さに伴うのか基本的に使えなくなる（ウルキオラは例外）。
解空（デスコレール）
黒腔を開ける。
虚や破面が現世に来たり、虚圏へ帰る際に使用する術。

## 虚一覧

### 現世
フィッシュボーンD
顔は名前通りに魚のようになっているが、全体的な形状は人型に近い。一護からは「魚ヅラ」と呼ばれた。追加給金は0環。
席官に匹敵する実力を持つ朽木ルキアが驚くほどの霊圧を持つ。黒崎一護が初めて戦った虚であり、この虚の黒崎家襲撃がきっかけで、一護は死神となった。
一部のゲーム版では、「ワイドボーン」という名称になっている。
ヘキサポダス
六本足でクモに似た外見をしている虚。追加給金0環。
原作では一護が二番目に戦った個体で、この虚との戦闘後に一護は死神代行を引き受ける。
アシッドワイヤー
声 - うえだゆうじ
上半身は人間、下半身はヘビのような虚。正体は織姫の亡き兄の「井上昊（そら）」。追加給金0環。
尻尾の部分は硬い鱗で覆われており、初期の一護の刃も通りにくいほどである。
井上織姫を襲った虚で、織姫を魂魄にした後に食いかかろうとしたが、駆けつけた一護によって防がれた。一護に襲いかかろうとするが、正体が自分の兄だとわかった織姫が身を挺して止めた。一時的に正気を取り戻したアシッドワイヤーは一護に兄の役目を説かれた後、一護の斬魄刀を使い自らを貫いた。
アニメ版ではこの戦いの後、一護は死神代行を引き受ける決意をすることになる。
アニメ版では、織姫をかつての姿で見守っていた所を別の虚達に襲われてしまい、無理矢理虚になってしまう場面が追加されている。この際、グランドフィッシャーの姿もあった。
技
「ヴィトリアルショット」
口から強酸を吐きつける。
「テイルシェイカー」
長い尻尾を振り抜き打ち付ける。
シュリーカー
声 - 江川央生
インコのシバタを追い回していた虚。追加給金5000環。
コウモリのような姿をしており、本人によると以前に死神を二人喰らっている。
生前は連続殺人鬼として6、7人ほど殺害し世間を騒がせていた男で、5年ほど前に生前のシバタの母親を殺している。
人間時代も虚のになってからも人を殺す事に愉悦を感じている残虐さと陰湿さを持つ極悪非道な性格で、シバタの母親を殺した際は「命がけで子供を守る親を刺してゾクゾクした。殺しの醍醐味だ。」と称し、一護からも激怒された。
シバタの母を殺した後、シバタが彼の靴紐を掴んだことでバランスを崩してベランダから転落して死亡し、生前の事からか虚となった。以降、逆恨みでシバタの魂を抜きインコの中に入れ、シバタに「母を生き返らせる」と嘘をついて鬼ごっこをさせ、逃げ回る先々でシバタに関わった人間を殺すことをゲームとして楽しんでいた。
アニメでは一部人間時代の詳細や殺人の感想を述べる台詞がカットされている。
戦闘ではルキアとチャドを甚振って追い詰めるが一護との戦いで敗北し、殺人鬼であったことから地獄の扉が出現して中から現れたクシャナーダの腕が持つ刃に体を貫かれ地獄へ引き渡された。
アニメ版「地獄編序章」では地獄の咎人として復活し、朱蓮たちが現世に出るための実験体として現世に送られた。ルキアへの復讐を企てており、彼女をおびき出すために死神を無差別に殺していた。咎人となった事で戦闘能力は飛躍的に上昇している（腕に巻いた布の隙間から、ヒルを飛ばせるようになっている）。ルキアと恋次を追いつめるも深手を負い、地獄へと帰った。しかし、その後に朱蓮達によって口封じのために始末された模様。
また、ルキアとの戦闘中に服がはだけた際に、あと一歩まで追いつめておきながら攻撃の手を緩めてまで慌てて服を元に戻した（これは地獄の番人であるクシャナーダに見つかるのを恐れての行動であり、クシャナーダに見つかれば地獄に強制的に戻されるためである）。
一部のゲーム版では「スクリーマー」という名称になっており、小虚が「使い魔」という名で別の設定になっている。
技
「チューニング・フォーク・ボム」
小虚が相手に発射したヒルを舌笛で爆破させる。
小虚（ミューズ）
シュリーカーが連れている子分のような分身。僅かに自我はあるようだが、技を見るに痛覚は無い模様。
「スパウティング」という頭部を腕で押し、割れた額から爆弾ヒルを敵に向けて発射する技を持つ。
グランドフィッシャー
声 - 茶風林
一護の母・真咲を殺した虚。卑怯で狡猾。
おかっぱの童女のような姿をした疑似餌を用い、それが見えた霊的濃度の高い人間、特に女性を襲う。
毛を使って攻撃したり疑似餌を使用する技を使用する。また、四肢を斬られても瞬時に再生する再生力の高さも持つ。
50年以上も死神達を退け続けてきた実力者で、かつて一護の目の前で真咲を殺し、時を経て疑似餌を見て追いかけてきた一護と戦ったが、手を抜いたため疑似餌能力を使った防御の隙を突かれ、一護は心の隙を見せてしまった事で、互いに重傷を負い、自らトドメを刺さずに逃亡。
逃げ帰った後、アイスリンガー・ウェルナールに治療されながら、双方に絶対に倒すべき相手という思いが生まれ、以来ひそかに復讐の機会を狙う。
能力を強化し破面（もどき）となってからは、体が巨大化し、さらにビルほどの大きさの巨大な斬魄刀を用いることも出来るようになった。仮面の上半分を破壊し巨大化できる。大虚の如く、空間を裂いて虚園から現世へ移動することも可能。
その後、一護への復讐のため現世へ現れ、一護の体に入っていたコンを本物の一護だと思い襲撃するが、助けに現れた一心にあぎと割りの一撃で斬り伏せられた（唯一の目撃者（コン）が口止めをされているため、一護はその事実を未だ知らない）。アニメでは、りりんや蔵人や之芭もその場に居合わせ、自分達の意思で黙っている。
一部のゲーム版では、「グランサベージ」という名称になっている。
技一覧
「圧髪（オプレッション）」
首から下の身体全体に生えている毛を伸ばして攻撃する。
「脳写（トランスクライブ）」
爪を伸ばして相手を刺し敵の記憶を覗き、その敵が斬ることのできない相手を読み取り「疑似餌」にその姿をとらせる。
「移胴（ミグレイション）」
本体が疑似餌に移動する。回復も可能。
半虚（デミ・ホロウ）
声 - 千葉進歩
カエルのような風貌を持つ虚。
虚化して間もなく倒されたためコードネームが無く、正体は廃病院に棲みついていたおそらく生前はチンピラであろう地縛霊。
出てきた虚の中での存在感は薄いが、実は作中ではうるさい上に凄く俗っぽいことを言っていたりする。
虚のことを知らないドン・観音寺に無理やり孔を広げられたことで完全な虚の姿へと変貌したため戦うこととなった。一護と観音寺に襲いかかるも、最後は一護によって倒される。
技「スティッカーフレム」
粘着性のある液体を吐きつける。
バルバスG
石田雨竜の撒き餌に引き寄せられた、シーサーのような外見の凶暴な虚。
茶渡泰虎（チャド）を執拗に狙っていたが、能力に目覚め覚醒したチャドの変化した右腕から放たれた拳撃で倒された。
ナムシャンデリア
声 - 沢海陽子
石田の撒き餌に引き寄せられた、何故か女のような言葉遣いをする浮遊型の虚。
卑劣かつ残忍な性格で、生前は女性でシュリーカーに近いような人物だった可能性が高い。
一護の通う学校を襲撃し、たつきをはじめとする生徒達に種子を打ち込み操ったが、能力に目覚め覚醒した織姫の「盾舜六花」の力の前に何もできず、孤天斬盾を受けて倒された。
アニメでのクレジットはタコを意味する「オクトパシー」、一部のゲーム版では「ナムジェリー」という名称になっている。
技「バルブスキャッター」
頭部から打ち出される種子を人間に打ち込み、当たった相手の体を自在に操る。
大虚（破面）
破面編において、グランドフィッシャーと同時に出現した虚。
実際は2体で1対であり、上半身しかない人型系虚と、独楽のような姿をした虚の2体が上下に合わさっている。また、仮面の左頬部分が割れている。
空間を裂いて現れる、傷を超速再生する、舌を用いて攻撃するなど、大虚のような性質を持つ。
滅却師の能力を失っている石田を襲撃し、ダメージを与えられるも超速再生して石田を苦しめるが、突然現れた石田竜弦によって2体とも超速再生する間もないほどの速さで瞬殺された。
ゾンザイン
声 - 安元洋貴
単行本おまけで登場した、名前通りのぞんざいな姿をした巨大な虚。
カラクライザー（コン）の代わりに主人公と名乗ったり、追い詰めたりしていたが、途中から来たカラクライザースピリッツ（ドン・観音寺）によって、明確な描写がされぬまま倒された。
アニメ版では、カラクライザーの偶然のキックで大泣き（しかも攻撃可能）でカラクライザーを追い詰めていたが、ライザービームで倒された。
ホワイト
一護の父・一心の回想に登場した、藍染が松本乱菊から奪った霊王の爪から作り出した試作虚の一体。
ヴァストローデ級のごとく人間程度の大きさで、刀状の両腕、肉塊状の物質で塞がった孔、ほぼ仮面部以外の全身を覆う真っ黒な鎧が特徴だが、その下の皮膚は白い。その為、東仙要から「ホワイト」と命名された。
また、中央についた仮面は虚化時の一護、二本角と長髪と性格は完全虚化時の一護、首まわりの鎧は消失篇の完現術第一状態の一護、素手は完現術第二形態（もしくは最後の月牙天衝）を思わせる。
数多くの死神の魂魄を重ねて作られており、当時の十番隊隊長だった一心とも渡り合う程の高い実力を持つ。
かつては空座町の隣町・鳴木市で一月に一度出現し、死神を襲っていたが一心と交戦。加勢に入った黒崎真咲を襲い噛みつくも、ゼロ距離からの神聖滅矢を受けて倒されるが、その咬み傷から自らを真咲の体内に転移させており（ホワイトが持つ能力と思われる）、これにより真咲は虚化に苦しむことになる。
その後、浦原の協力を得た一心が真咲の虚化を食い止めたことで症状は抑えられ、その力は二人の息子である一護に受け継がれる事になり、後に一護の仮面に現れる事にもなる。

### 尸魂界
メタスタシア
声 - 大塚芳忠 / 関俊彦（ゲーム『Rebirth of Souls』）
100年前に 藍染惣右介が実験で生み出した、仮面から触腕が生えている古風な喋り方の虚。
全体の姿はタタリガミを彷彿とさせる姿をしている。下劣な性格をしている。
前十三番隊第三席（志波都）を殺し、志波海燕の身体を奪い殺した張本人。
ピンポイント改造により対死神能力を付与され、一日に一度だけ触腕に最初に触れた死神の斬魄刀を消滅させる能力と霊体と融合する形で体を乗っ取る能力を持つ。
乗っ取る際に触腕以外が脱け殻状態となり崩壊するため「触腕が本体」である可能性が高い。
藍染にとっては失敗作であり、結果的には自らがルキアの心に闇を持たせ、数十年の時を経てルキアの意思を処刑に持って行きやすい状況を作っていた。破壊されると虚圏側で再構築されるようにされていたが、その後に虚圏に還り再構築された後に破面のアーロニーロ・アルルエリによって喰われ取り込まれた（その為、アーロニーロはメタスタシアが融合していた志波海燕の姿になることが出来た）。
なお、アニメでは都をすぐには殺さず、都と融合することで昏睡状態だと思い込ませた上で彼女を密かに操り、十三番隊の死神達を襲うという描写が追加されている。
アニメでのクレジットは「テンタクルス」 （アーロニーロのセリフ中では「メタスタシア」とコミック版の通りに呼称されている）、公式キャラクターブック「SOULs.」では「寄生型虚」となっていた。

### アニメ版オリジナルの虚
- ヘルマンティス
- ゲジゲジムカデ
- 破面もどき
- テレスホルカン
- アロマゾン
- ベキュネス
- パラテラウル